# Reggie Slater
Reginald Dwayne Slater, detto Reggie (Houston, 27 agosto 1970), è un ex cestista statunitense, professionista nella NBA e in Europa.
È padre del giocatore di football americano Rashawn Slater.

## Statistiche

### College
| Anno      | Squadra         | PG  | PT | MP   | TC%  | 3P% | TL%  | RP   | AP  | PRP | SP  | PP   |
| --------- | --------------- | --- | -- | ---- | ---- | --- | ---- | ---- | --- | --- | --- | ---- |
| 1988-1989 | Wyoming Cowboys | 31  | -  | 22,7 | 56,4 | 0,0 | 59,8 | 6,8  | 0,2 | 0,6 | 0,5 | 6,2  |
| 1989-1990 | Wyoming Cowboys | 29  | -  | 33,7 | 57,8 | -   | 73,2 | 11,3 | 1,0 | 0,9 | 0,8 | 16,7 |
| 1990-1991 | Wyoming Cowboys | 32  | -  | 35,7 | 60,5 | -   | 76,0 | 10,3 | 1,2 | 0,9 | 1,2 | 19,2 |
| 1991-1992 | Wyoming Cowboys | 29  | -  | 36,2 | 57,5 | -   | 71,4 | 11,3 | 2,0 | 0,5 | 0,8 | 17,3 |
| Carriera  | Carriera        | 121 | -  | 32,0 | 58,5 | 0,0 | 71,7 | 9,9  | 1,1 | 0,7 | 0,8 | 15,0 |

### NBA

#### Regular Season
| Anno      | Squadra             | PG  | PT | MP   | TC%  | 3P% | TL%  | RP  | AP  | PRP | SP  | PP  |
| --------- | ------------------- | --- | -- | ---- | ---- | --- | ---- | --- | --- | --- | --- | --- |
| 1994-1995 | Denver Nuggets      | 25  | 0  | 9,4  | 49,4 | -   | 72,7 | 2,3 | 0,5 | 0,3 | 0,1 | 4,8 |
| 1995-1996 | Portland T. Blazers | 4   | 0  | 5,0  | 60,0 | -   | -    | 0,8 | 0,0 | 0,3 | 0,5 | 1,5 |
| 1995-1996 | Denver Nuggets      | 4   | 0  | 6,5  | 54,5 | -   | 40,0 | 1,8 | 0,5 | 0,3 | 0,3 | 3,5 |
| 1995-1996 | Dallas Mavericks    | 3   | 0  | 8,7  | 45,5 | -   | 50,0 | 1,7 | 0,0 | 0,0 | 0,0 | 3,7 |
| 1996-1997 | Toronto Raptors     | 26  | 0  | 15,6 | 55,0 | 0,0 | 52,0 | 3,7 | 0,8 | 0,3 | 0,2 | 7,8 |
| 1997-1998 | Toronto Raptors     | 78  | 28 | 21,3 | 46,0 | -   | 63,0 | 3,9 | 0,9 | 0,6 | 0,4 | 8,0 |
| 1998-1999 | Toronto Raptors     | 30  | 0  | 8,8  | 38,3 | -   | 62,4 | 2,3 | 0,2 | 0,1 | 0,1 | 3,8 |
| 2000-2001 | Minnesota T'wolves  | 55  | 16 | 12,5 | 51,4 | -   | 67,3 | 3,4 | 0,5 | 0,3 | 0,2 | 4,6 |
| 2001-2002 | N.J. Nets           | 4   | 0  | 2,5  | 100  | -   | 100  | 0,5 | 0,0 | 0,0 | 0,0 | 1,3 |
| 2001-2002 | Atlanta Hawks       | 4   | 0  | 9,3  | 38,5 | -   | 66,7 | 1,8 | 0,3 | 0,3 | 0,3 | 4,0 |
| 2002-2003 | Minnesota T'wolves  | 26  | 0  | 5,4  | 54,0 | -   | 60,0 | 1,2 | 0,2 | 0,2 | 0,0 | 3,1 |
| Carriera  | Carriera            | 259 | 44 | 13,6 | 48,4 | 0,0 | 62,9 | 3,0 | 0,6 | 0,4 | 0,2 | 5,6 |

#### Playoffs
| Anno     | Squadra            | PG | PT | MP   | TC%  | 3P% | TL%  | RP  | AP  | PRP | SP  | PP  |
| -------- | ------------------ | -- | -- | ---- | ---- | --- | ---- | --- | --- | --- | --- | --- |
| 2001     | Minnesota T'wolves | 4  | 0  | 13,0 | 37,5 | -   | 50,0 | 3,5 | 0,0 | 0,5 | 0,8 | 3,3 |
| Carriera | Carriera           | 4  | 0  | 13,0 | 37,5 | -   | 50,0 | 3,5 | 0,0 | 0,5 | 0,8 | 3,3 |

## Palmarès
- All-CBA First Team (1997)